# Cross Racing Championship Extreme
Cross Racing Championship Extreme, ursprünglich veröffentlicht als Cross Racing Championship 2005 (oft abgekürzt mit CRC 2005), ist ein Videospiel des ungarischen Entwicklerstudios Invictus Games und gehört zum Rennspiel-Genre. Es wurde ursprünglich im Oktober 2005 auf CD-ROM herausgebracht und im September 2018 auf der Spieleplattform Steam in einer überarbeiteten Version erneut veröffentlicht, die das Spiel auch auf moderner Hardware lauffähig machte. Das Spiel kombiniert Elemente des Rally-Cross mit denen des Tunings.

## Spielprinzip
Das Spiel hat keine feste Handlung – es handelt sich viel mehr um eine für Rennspiele typische Zusammenstellung eines Karriere-, eines Zeitrennen-, eines Einzelrennen- und eines Multiplayermodus. Zudem verfügt CRC 2005 noch über einen so genannten Free Ride-Modus, der es erlaubt die einzelnen Schauplätze frei zu erkunden ohne auf die vorher abgesteckten Strecken begrenzt zu sein. So kann der Spieler z. B. Orte erreichen, die in den normalen Rennen nicht zugänglich sind.
Das Spiel verfügt über zwei verschiedene Multiplayer-Modi. Zum einen der handelsübliche Online-Multiplayer sowie LAN-Multiplayer, der es einer bestimmten Anzahl von Spielern erlaubt, an den eigenen Computern über das Internet zusammen zu spielen. Die Server wurden inzwischen abgeschaltet. Es ist jedoch weiterhin möglich, über das LAN oder über ein virtuelles LAN-Netzwerk über das Internet zu spielen. Eine Besonderheit stellt der Hot Seat dar – hier treten mehrere Spieler nacheinander an nur einem Computer an und versuchen die beste Zeit auf einer vorher ausgewählten Strecke zu erreichen. Dieser Modus ist dementsprechend auch offline verwendbar.
Der Karrieremodus ist das Herzstück des Spiels und bevor neue Fahrzeuge, Strecken und Teile dem Spieler auch in den anderen Modi zur Verfügung stehen, muss er Diese erst dort freischalten. Es kann aus einer großen Menge an Lackierungen und eine eigene Startnummer gewählt werden. Der Spieler beginnt mit klassischen Serienfahrzeugen in Serienausstattung auf Schlammstrecken, arbeitet sich dann durch Schnee- und Straßenrennen weiter hinauf um letztendlich auf einer echten, asphaltierten Rennstrecke anzutreten. In jedem Rennen muss sich der Spieler gegen bis zu acht Computergegner behaupten. Diese beherrschen mit zunehmendem Karriereverlauf ihre Fahrzeuge immer besser und können sich auch gegenüber dem Spieler feindselig oder furchtsam verhalten. Dies kann zu Situationen führen, dass ein Fahrer beim Überholen keinerlei Gegenwehr leistet, während der Andere sich wehrt und sogar den Spieler absichtlich rammt. Die KI-Gegner verfügen stets über dieselbe Startnummer und -lackierung, was sie auch aus der Ferne unterscheidbar macht.
Das Spiel verfügt auch über eine umfangreiche Zerstörungsmechanik und -physik. So werden zum Beispiel je nach Stärke des Aufpralls verschieden große Beulen im Fahrzeug dargestellt. Stoßstangen können abfallen und sogar die komplette Karosserie kann sich verziehen. Auch das Abreißen von einzelnen Reifen sowie Reifenschäden sind möglich. Das Fahrzeug kann nach zu großer Beschädigung auf Knopfdruck repariert werden – der Spieler steigt ohne großen Zeitverlust wieder in das Rennen ein. Diese Funktion kann jedoch auch deaktiviert werden, was insbesondere im Multiplayer zu vorsichtigerem Fahren zwingt.

## Die Fahrzeuge
Das Spiel verfügt über insgesamt acht Fahrzeuge, welche echten Automobilen nachempfunden sind, aus Lizenzgründen jedoch Phantasienamen tragen. Einige Abweichungen in der Karosserie sind ebenfalls vorhanden.
Eine Auflistung der Fahrzeuge mit den im Spiel vergebenen Namen sowie dem Originalvorbild:
- Quadro AD (Audi quattro)
- Corus (Ford Focus)
- Pickup (Ford Ranger)
- Scheforn (Phantasiefahrzeug)
- C-Racer 4x4 (Suzuki Vitara)
- T8 Classic (Donkervoort D8 GTO)
- Revo GT (BMW E36)
- Buggy (VW-Buggy)

Zudem existieren viele Mods von Spielern hauptsächlich aus dem osteuropäischen Raum, die dem Spiel weitere Fahrzeuge hinzufügen.
Ein wichtiger Aspekt im Spiel ist das Tuning. Startet der Spieler zunächst mit unveränderten Serienfahrzeugen, kann er diese durch während des Spielverlaufs freigeschaltete Teile verbessern und die Gesamtleistung erheblich steigern. Es können Anpassungen am Motor, am Getriebe, an den Bremsen, an der Aufhängung, am Differential, was z. B. Allradantrieb für eigentlich nur mit Frontantrieb ausgelieferte Fahrzeuge bereitstellt sowie an der Karosserie selbst vorgenommen werden. Auch aus einer Reihe an verschiedenen Lackierungen kann gewählt werden. Der Spieler muss sich auch für die geeignetste Reifenmischung entscheiden – er kann aus insgesamt sechs Sätzen für verschiedene Beläge wählen. Eine falsche Reifenwahl kann das Fahren extrem erschweren oder sogar unmöglich machen.

## Die Strecken
Das Spiel verfügt insgesamt über sechs verschiedene Schauplätze. Diese werden je nach Rennen unterschiedlich mit Leitplanken abgesteckt, um eine Strecke zu bilden. So fährt der Spieler während seiner Karriere oftmals am selben Ort, jedoch auf immer etwas veränderten Strecken. Die Schauplätze sind alle der Phantasie entsprungen, beinhalten jedoch jeweils typische Elemente für das Land, in dem sie sich befinden sollen.
Rennen in Großbritannien finden auf öffentlichen, jedoch abgesperrten Straßen und Feldwegen durch einen Wald statt. Es herrscht eine herbstliche Atmosphäre. Frankreich bietet sommerliche Rennen auf Serpentinen und kurzen Schotterstrecken. In den USA finden Rennen am Strand statt, welcher deutlich an die Atmosphäre Kaliforniens erinnert. Winterrennen durch schneereiche Wälder und über zugefrorene Seen bietet Finnland. In Deutschland finden Streckenrennen auf einem abgeschlossenen Kurs statt, der an den Nürburgring und Hockenheimring angelehnt ist. Typische Rally-Cross-Rennen dagegen finden auf einer aus Beton, Schlamm und Erde zusammengesetzten Strecke in Ungarn statt.

## Anderes
Es ist dem Spieler möglich, eigene Musik als MP3-Dateien in den Spieleordner zu kopieren. Diese können dann im Spiel ausgewählt und abgespielt werden. Das ist auch während eines Rennen bzw. während der Fahrt möglich.
Eine auf zwei Rennen beschränkte Demoversion war auf vielen entsprechenden Kompilations-CDs im europäischen Raum enthalten.
Die ungarische Metalband SZEG steuerte den Soundtrack bei. 

## Rezeption
Das Spiel wurde als gut bewertet, konnte jedoch keinen großen Bekanntheitsgrad erlangen. Metacritic vergab von 100 möglichen Punkten 77. Auch bei den Spielern selbst kam CRC 2005 auf gute bis sehr gute Kritiken.